# Madonna in gloria di serafini
La Madonna in gloria di serafini è un dipinto a tempera su tavola (120x65 cm) realizzato da Sandro Botticelli, databile tra il 1469 e il 1470 e conservato nella Galleria degli Uffizi a Firenze.

## Storia
Non si conosce la collocazione originaria dell'opera, che è registrata negli inventari degli Uffizi del 1784 e del 1825 come opera di anonimo.
Fu Bode ad attribuirla per primo a Botticelli, datandola alla prima fase "verrocchiesca" dell'artista, databile al 1469-1470 circa, appena prima della Fortezza. In seguito gli altri studiosi confermarono la sua ipotesi, con l'eccezione di Adolfo Venturi, che la riferì alla scuola di Filippo Lippi.

## Descrizione e stile
La Madonna, dall'atteggiamento pensoso, tiene il Bambino sulle ginocchia circondata da una "gloria" di serafini tra i quali spuntano vari raggi dorati.
L'opera è caratterizzata da un chiaroscuro incisivo, non esente da passaggi grafici, che dimostra l'adesione temporanea del giovane artista ai modi del Verrocchio, di cui fu forse aiuto di bottega durante la formazione. La tipologia del Bambino però è già pienamente botticelliana, a differenza della stilisticamente vicina Madonna del Roseto, con forme ben tornite e con un'espressione di lieve malinconia, che sembra renderlo conscio della sua sacralità (è infatti nell'atto di benedire). La figura di Maria è allungata e sciolta nelle articolazioni, ben più che nelle opere di Filippo Lippi, altro modello del giovane pittore. Al Lippi rimanda il delicato ovale del volto di Maria, di una rarefatta bellezza ideale in cui predomina la linea di contorno.